# Organització Mundial de Sanitat Animal
L'Organització Mundial de Sanitat Animal (sigles OIE) és una organització intergovernamental creada per un conveni internacional el 25 de gener de 1924 firmat per 28 països. El desembre de 2014, l'OIE comptava amb 180 països membres. La seva seu és a París, França. Coneguda originalment com a Oficina Internacional d'Epizoòties (OIE), des del 23 de maig de 2003 té la seva actual denominació però conservant las sigles originals. El principal objectiu de l'OIE és el control de les malalties epizoòtiques i, per tant, per evitar la seva propagació. L'OIE no depèn del sistema de l'ONU; la seva autonomia és alhora institucional i financera i les seves activitats es regeixen pels seus propis textos constitucionals. Des de la seva primera Sessió General, celebrada a París, l'OIE porta a terme la seva tasca sota l'autoritat d'un Comitè integrat pels delegats dels governs contractants.

## Història
La seva creació es va decidir després d'un brot de pesta bovina originada pel trànsit a través del port d'Anvers de zebús provinents de l'Índia amb destinació al Brasil i que es va manifestar a Bèlgica. Negociacions diplomàtiques encaminades a tenir un control i prevenció internacional de malalties animals van concloure amb la signatura d'un conveni internacional que creava l'OIE. Des de 1927 publica un butlletí. El 1928 una reunió d'experts organitzada per l'OIE estableix que els únics certificats sanitaris vàlids seran els emesos per les autoritats veterinàries nacionals corresponents.
Amb la creació per les Nacions Unides de l'Organització per a l'Alimentació i l'Agricultura (FAO, 1946) i l'Organització Mundial de la Salut (OMS, 1948) com a organismes especialitzats, es va debatre la futura existència de l'OIE. Els objectius de la FAO i l'OMS són similars a l'OIE amb la qual cosa es plantejava la seva dissolució. No obstant això el 1951 s'aprova la continuïtat de l'OIE. Des d'aquesta data s'efectuen acord amb organismes oficials que tenen rols similars.

## Objectius
Cada país membre es compromet a declarar les malalties dels animals que detecta en el seu territori. L'OIE transmet la informació rebuda a tots els altres països, perquè puguin protegir-se. Aquesta informació, que també fa les malalties transmissibles als éssers humans (zoonosis), és objecte d'una difusió immediata o diferida, segons la gravetat de la malaltia. Els mitjans de difusió són el lloc web de l'OIE, el correu electrònic i les següents publicacions periòdiques: Informacions Sanitàries (setmanal), el  Butlletí de l'OIE  (trimestral) i el compendi anual Sanitat Animal Mundial . Des de 2007, també disposa de l'anomenat Sistema Mundial de Informació Zoosanitaria (WAHIS), un sistema on-line amb tota la informació publicada per l'OIE.

## Funcions
- Recopilar, analitzar i difondre la informació científica veterinària.
- Assessorar i estimular la solidaritat internacional per al control de les malalties animals.
- Garantir la seguretat sanitària del comerç mundial mitjançant l'elaboració de regles sanitàries aplicables als intercanvis internacionals d'animals i productes d'origen animal.